# Rozkochów (województwo opolskie)
Rozkochów (dodatkowa nazwa w j. niem. Rosnochau) – wieś w Polsce, położona w województwie opolskim, w powiecie krapkowickim, w gminie Walce. Historycznie leży na Górnym Śląsku, na ziemi prudnickiej. Położona jest w Kotlinie Raciborskiej, będącej częścią Niziny Śląskiej.
W latach 1945–1954 miejscowość należała do gminy Walce w powiecie prudnickim. W latach 1975–1998 miejscowość należała administracyjnie do ówczesnego województwa opolskiego.
Według danych na 2011 wieś była zamieszkana przez 530 osób.

## Integralne części wsi
| SIMC    | Nazwa   | Rodzaj    |
| ------- | ------- | --------- |
| 0504580 | Olszyna | część wsi |

## Nazwa
W alfabetycznym spisie miejscowości z terenu Śląska wydanym w 1830 roku we Wrocławiu przez Johanna Knie miejscowość występuje pod polską nazwą Rosnochow oraz zgermanizowaną Rosnochau. Topograficzny opis Górnego Śląska z 1865 roku notuje wieś pod niemiecką nazwą Rosnochau, a także polską Roźnochów we fragmencie: „Rosnochau (polnisch Roźnochów)”. W historii wsi pojawia się też nazwa Rosswiede. 15 marca 1947 r. nadano miejscowości, wówczas administracyjnie należącej do powiatu prudnickiego, polską nazwę Rozkochów.

## Historia
Ślady pobytu człowieka na terenie obecnej wsi Rozkochów, potwierdzone badaniami archeologicznymi, sięgają epoki kamienia (6000–4500 lat p.n.e.). Przez obszar wsi prawdopodobnie przechodził „bursztynowy” szlak handlowy z Opola na Morawy.

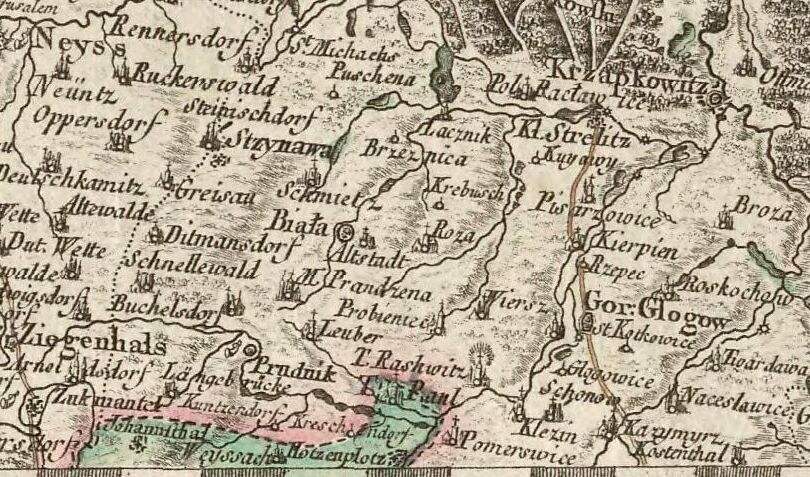
Rozkochów (Roskochow) wśród miejscowości ziemi prudnickiej na polskojęzycznej mapie z 1772

Wieś po raz pierwszy wzmiankowana była w 1264 w dokumencie spisanym w opactwie cystersów w Rudach Raciborskich, w którym jako świadek przyrzeczonych praw występuje sołtys wsi Johannes Schulze von Roscochowe. Dwa następne dokumenty z 1290 dotyczą rezygnacji opactwa cystersów w Kazimierzu z połowy dziesięciny ze wsi Zabierzów, Rozkochów i Walce na rzecz biskupa wrocławskiego. Według dokumentu z 1305, połowa dziesięciny przypisana była biskupowi wrocławskiemu, a połowa proboszczowi z Twardawy. Istnienie parafii w Rozkochowie potwierdza dokument klasztorny z 10 marca 1330. W czasie rejzy husytów na Śląsk, w marcu 1428 Rozkochów wraz z okolicznymi wsiami został splądrowany i zniszczony przez husytów. Wzmianka na temat świętopietrza pochodzi z 1447. Pod koniec XV wieku zakon norbertanek w Czarnowąsach stracił prawa do wsi. W 1496 właścicielem majątku został Jan Rozkochowski.
W 1568 Sebastian Stolcz pan na Naczęsławicach sprzedał majątki ziemskie w Rozkochowie i Ćwierciach Hansowi von Redern. Wówczas w Rozkochowie istniał zamek lub pałac, który był siedzibą rodziny von Redern. W 1610 jako pan na Rozkochowie występuje Hannz Wolff von Redern, a w 1632 majątek odziedziczył Carl Moritz Graf Redern. W czasie wojny trzydziestoletniej w 1643 do Rozkochowa wtargnęły wojska szwedzkie. Szwedzi splądrowali wieś, a mieszkańcy przeszli na protestantyzm. Po 1653 duchowni protestanccy zostali wydaleni. Jako właściciel majątku w Rozkochowie w 1664 występuje Georg von Kaldenbronn-Stachowa. W 1679 w Rozkochowie działała szkoła katolicka, a właścicielem majątku był baron Pückler.

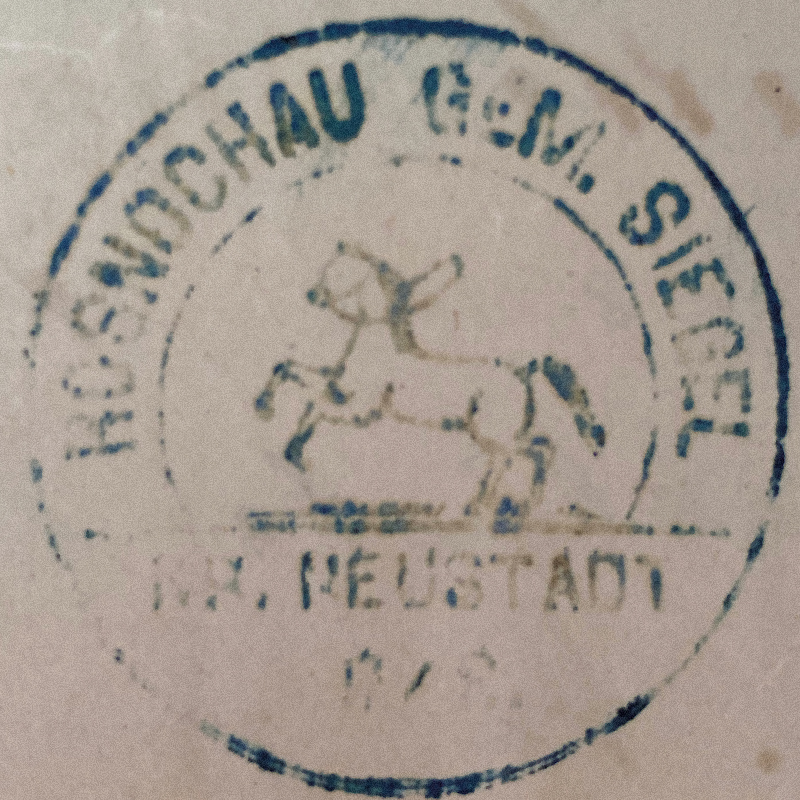
Pieczęć Rozkochowa (1897)

Rodzina von Pückler wzniosła w 1734 obecny pałac w Rozkochowie. Do 1742 wieś należała do powiatu sądowego głogóweckiego w Monarchii Habsburgów. Po I wojnie śląskiej znalazła się w granicach Królestwa Prus i weszła w skład powiatu prudnickiego w prowincji Śląsk. W 1804 zanotowano w Rozkochowie istnienie kościoła, folwarku, 27 rolników, 17 zagrodników, 5 chałupników, 1 młyn (wiatrak) oraz jedną rodzinę szlachecką. W 1817 drewniany kościół został rozebrany, a w jego miejscu wybudowano obecny kościół św. Katarzyny Aleksandryjskiej. Majątek ziemski w 1818 kupił zarządca Antoni Winkler, który w 1825 sprzedał go hrabiemu Karolowi Filipowi Harrachowi. Gospodarstwo w Rozkochowie zajmowało się produkcją traw nasiennych oraz hodowlą zarodową owiec. Wieś posiadała swoją własną pieczęć, która przedstawiała w polu konia w biegu skierowanego w prawo, a w otoku napis: ROSNOCHAU GEM. SIEGEL / KR. NEUSTADT O/S. (pol. Gmina Rozkochów / Powiat Prudnicki, Górny Śląsk).

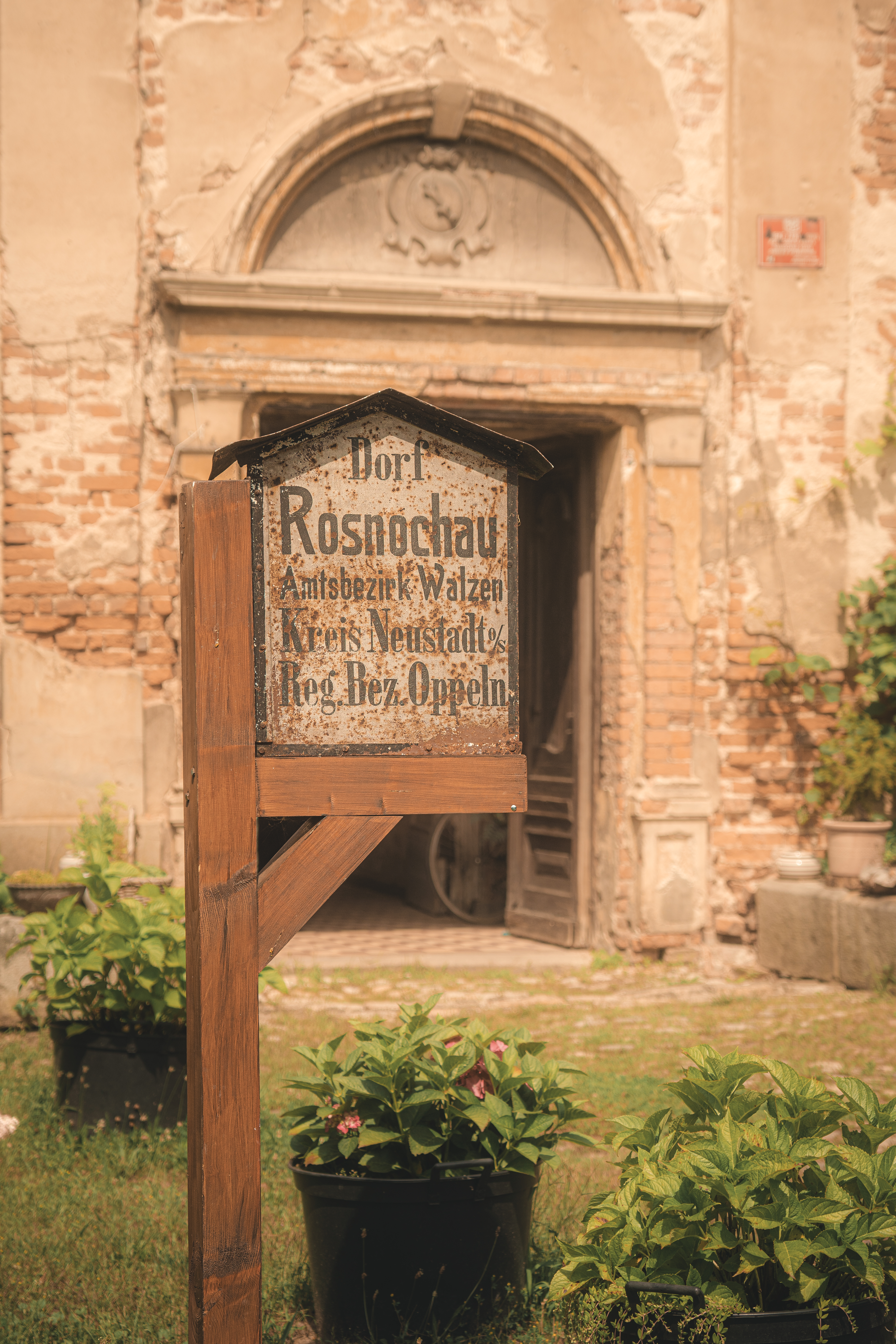
Niemieckojęzyczna tablica, która stała przed wjazdem do Rozkochowa: Wieś Rozkochów, Gmina Walce, Powiat Prudnik, Rejencja Opole

Po śmierci żony hrabiego Harrach, w 1853 sprzedano majątek wraz z pałacem i folwarkiem Brzeziną, Ćwierciami i Zwiastowicami hrabiemu Ernestowi von Seherr-Thoss. W 1890 w Rozkochowie mieszkało 805 katolików i 22 protestantów. We wsi znajdowała się trzyklasowa szkoła podstawowa, do której uczęszczali również uczniowie z Ćwierci i Nowych Kotkowic. Funkcjonowała też gorzelnia. Lasy sąsiadujące z Rozkochowem stanowiły popularne miejsce do polowania dla mieszkańców powiatu prudnickiego. Według spisu ludności z 1 grudnia 1910, na 422 mieszkańców Rozkochowa 25 posługiwało się językiem niemieckim, 390 językiem polskim, a 7 było dwujęzycznych.

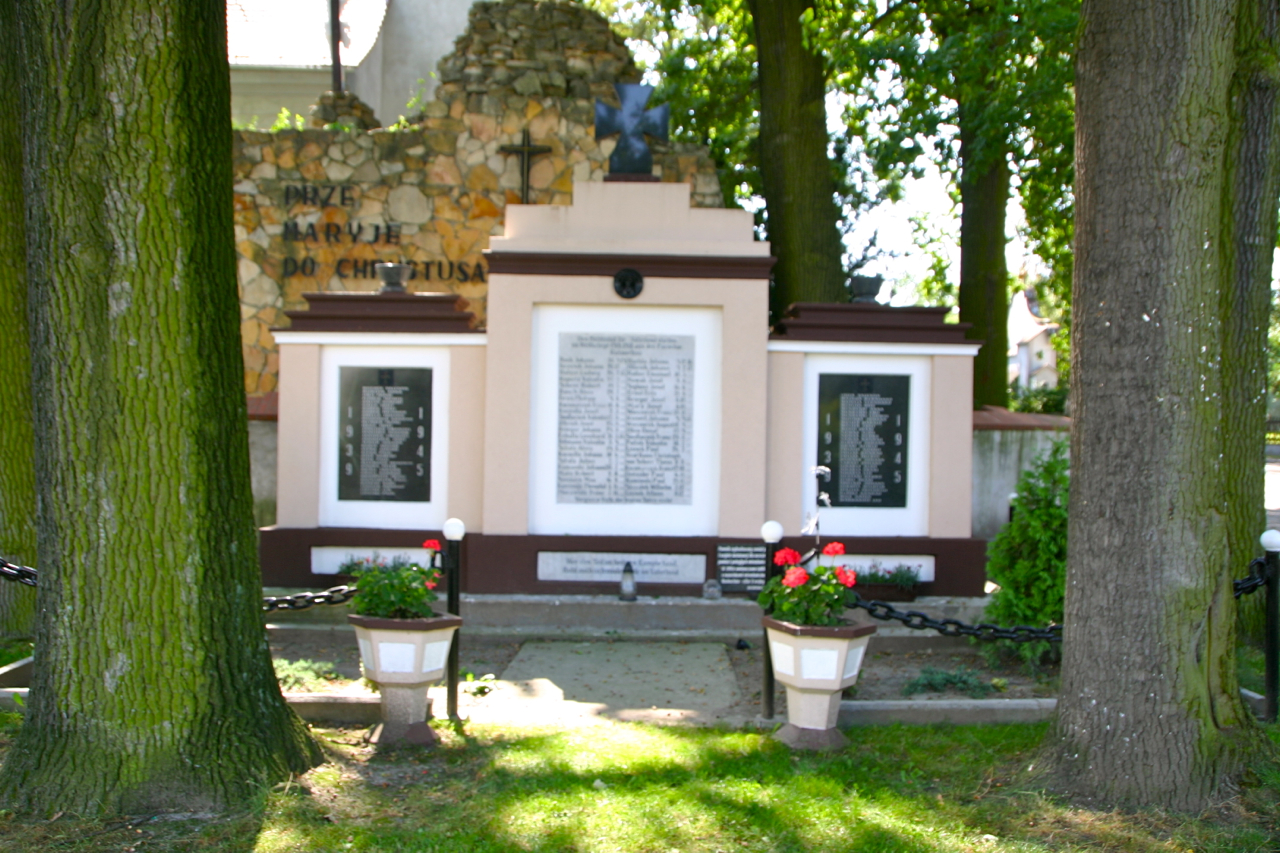
Pomnik upamiętniający mieszkańców Rozkochowa poległych w I i II wojnie światowej

W 1921 w zasięgu plebiscytu na Górnym Śląsku znalazła się tylko część powiatu prudnickiego. Rozkochów znalazł się po stronie wschodniej, w obszarze objętym plebiscytem. Do głosowania uprawnionych było w Rozkochowie 407 osób, z czego 305, ok. 74,9%, stanowili mieszkańcy (w tym 299, ok. 73,4% całości, mieszkańcy urodzeni w miejscowości). Oddano 396 głosów (ok. 97,3% uprawnionych), w tym 396 (100%) ważnych; za Niemcami głosowało 375 osób (ok. 94,7%), a za Polską 21 osób (5,3%). W 1925 w Rozkochowie powstał pomnik upamiętniający mieszkańców wsi, którzy zginęli podczas I wojny światowej (rozbudowany w 1991 o tablice z nazwiskami poległych w II wojnie światowej). W 1925 Rozkochów liczył 781 mieszkańców, a w 1939 – 859. Funkcjonowała siedmioklasowa szkoła z trzema nauczycielami. Znajdowały się tu m.in. piekarnie, sklepy spożywcze, rzeźnia, masarnia.
W 1937 na polach między Nowymi Kotkowicami i Rozkochowem zbudowano lotnisko Rossweide (Rosnachau Flugplatz). Służyło za lotnisko ćwiczeniowe w związku z planowaną agresją na Polskę. W okresie II wojny światowej, 17 grudnia 1944 podczas amerykańskiego nalotu kościół w Rozkochowie został trafiony bombą. Większa część kościoła wraz z wieżą uległa zburzeniu. Od stycznia 1945 lotnisko Rossweide służyło do transportowania rannych żołnierzy znad Odry w głąb III Rzeszy.
Od marca do maja 1945 powiat prudnicki znajdował się pod kontrolą radzieckiej komendantury wojskowej. 11 maja 1945 polska administracja przejęła władzę cywilną w powiecie prudnickim. Mieszkańcom Rozkochowa, posługującym się dialektem śląskim bądź znającym język polski, pozwolono pozostać we wsi po otrzymaniu polskiego obywatelstwa.
W latach 1945–1950 Rozkochów należał do województwa śląskiego, a od 1950 do województwa opolskiego. W latach 1945–1954 wieś należała do gminy Walce, w latach 1954–1961 była siedzibą gromady Rozkochów, a w latach 1961–1972 należała do gromady Walce. Podlegała urzędowi pocztowemu w Głogówku.
Do 1956 roku Rozkochów należał do powiatu prudnickiego. W związku z reformą administracyjną, w 1956 Rozkochów został odłączony od powiatu prudnickiego i przyłączony do nowo utworzonego krapkowickiego.
Majątek ziemski w Rozkochowie został znacjonalizowany i stał się siedzibą państwowego gospodarstwa rolnego z gorzelnią. PGR w Rozkochowie był częścią Zespołu Hodowli Zarodowej w Kujawach, od 1956 z siedzibą w Głogówku, przemianowanego dwa lata później na Państwowy Ośrodek Hodowli Zarodowej Głogówek. W 1949 we wsi znajdowały się między innymi: szkoła podstawowa prowadzona przez Inspektorat Szkolny w Prudniku, dwóch piekarzy. W 1970 we wsi zbudowano bloki mieszkalne. W 2004 Rozkochów przystąpił do Programu Odnowy Wsi Opolskiej.

## Demografia
Sołectwo zajmuje 15,4% powierzchni gminy Walce tj. 10,69 km². Wieś zamieszkuje też 10% mieszkańców gminy.

### Liczba mieszkańców wsi
- 1784 – 269
- 1817 – 715 (liczba parafian w wiosce)
- 1871 – 696[32]
- 1885 – 524[33]
- 1905 – 680[34]
- 1910 – 422[17]
- 1925 – 781[15]
- 1933 – 834[35]
- 1939 – 858[35]
- 1941 – 831
- 1966 – 770[36]
- 1998 – 711[37]
- 2002 – 618[37]
- 2009 – 564[37]
- 2011 – 530[37]
- 2018 – 512
- 2019 – 511[38]

## Zabytki

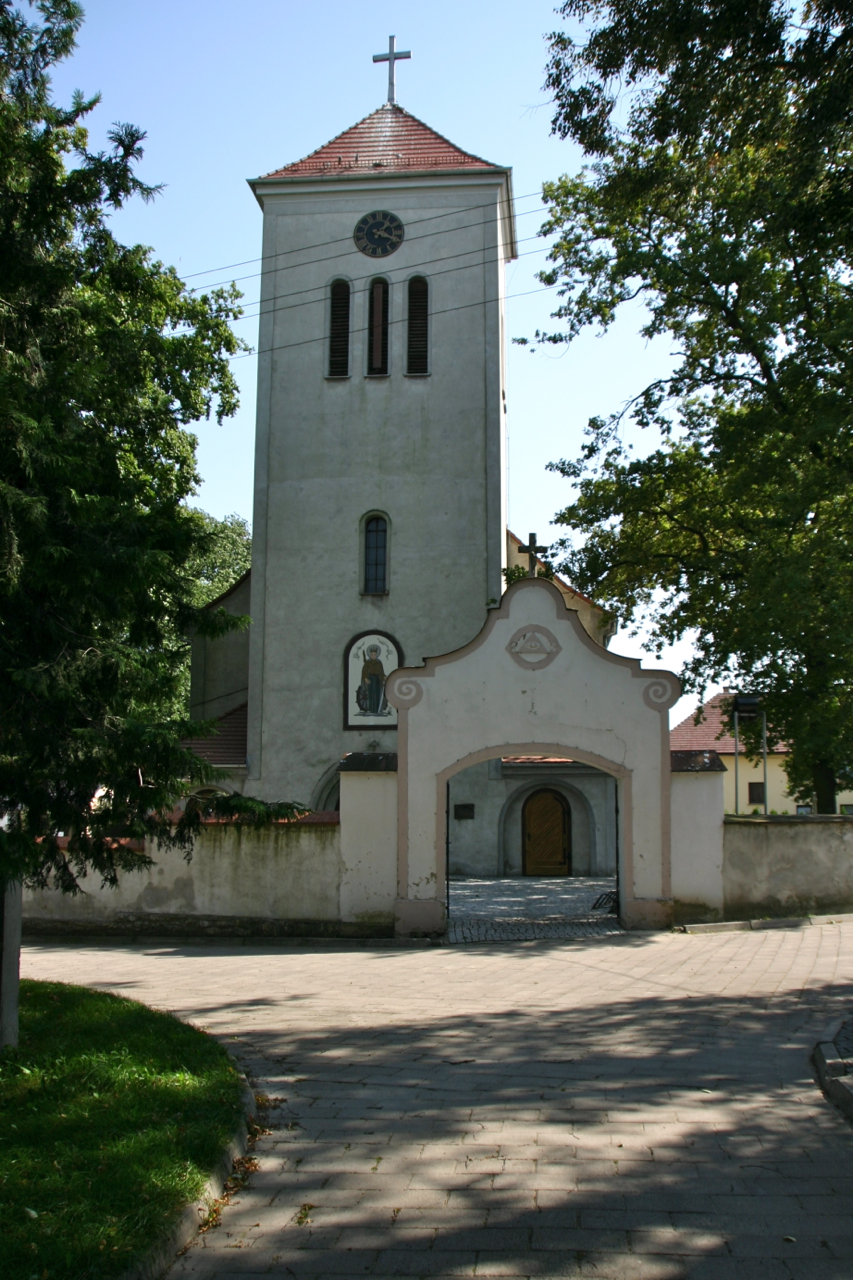
Kościół pw. św. Katarzyny

Do wojewódzkiego rejestru zabytków wpisane są:
- kościół par. pw. św. Katarzyny, z XVIII w., 1947 r.
- zespół pałacowy, z XVIII-XIX w.:
  - pałac w Rozkochowie
  - park.

Zgodnie z gminną ewidencją zabytków w Rozkochowie chronione są ponadto:
- budynek mieszkalno-gospodarczy w zespole pałacowo-folwarcznym, ul. Głogowska 15, koniec XIX w.
- budynek gospodarczy w zespole pałacowo-folwarcznym, ul. Głogowska, początek XIX w./początek XX w.
- szkoła, ob. przedszkole, ul. Wiejska 28, lata 20. XX w.
- plebania, ul. Wiejska 36, ok. 1930/lata 70. XX w.
- budynek mieszkalny, ul. Wiejska 64, XIX w./1928
- kapliczka koło domu ul. Wiejska 7, 1913
- kapliczka koło domu ul. Wiejska 9, pocz. XX w.
- kapliczka koło domu ul. Wiejska 31, pocz. XX w.
- cmentarz

## Pomniki i obiekty upamiętniające
- Pomnik poległych w I i II wojnie światowej – pomnik w Rozkochowie powstały w 1925 jako upamiętnienie mieszkańców wsi, którzy polegli w I wojnie światowej. W 1991 dostawiono do niego dwie tablice z nazwiskami mężczyzn, którzy zginęli podczas II wojny światowej. Monument wieńczy granitowy krzyż o rysunku nawiązującym do Krzyża Żelaznego, brak inskrypcji. Zgodnie z kryteriami w sprawie upamiętnień na obszarze RP żołnierzy niemieckich przyjętymi w uchwale Rady Ochrony Pamięci Walk i Męczeństwa w 1995, pomnik został uznany za nieprawidłowy[20].

## Gospodarka
W Rozkochowie siedzibę ma firma Usługi Ogólnobudowlane Zdonek Łukasz, zrzeszona w Cechu Rzemieślników i Przedsiębiorców w Prudniku. W 2024 przy drodze między Zabierzowem i Rozkochowem utworzono farmę fotowoltaiczną.

## Transport
W zarządzie Wydziału Drogownictwa Starostwa Powiatowego w Prudniku znajdują się drogi powiatowe: nr 1260O relacji Rozkochów – DK40 oraz nr 1459O relacji Rozkochów – Stare Kotkowice.

## Instytucje
We wsi działa m.in. OSP, przedszkole, biblioteka, piekarnia/cukiernia i stacja uzdatniania wody.

## Religia
W Rozkochowie znajduje się katolicki kościół św. Katarzyny Aleksandryjskiej, który jest siedzibą parafii św. Katarzyny Aleksandryjskiej (dekanat Głogówek).

## Turystyka
Oddział PTTK „Sudetów Wschodnich” w Prudniku ustanowił turystyczną Odznakę Krajoznawczą Ziemi Prudnickiej, którą zdobywa się poprzez zwiedzenie odpowiedniej liczby obiektów w miejscowościach położonych na ziemi prudnickiej, w tym w Rozkochowie.
12 lipca 2010, w ramach organizowanego w Prudniku VI Europejskiego Tygodnia Turystyki Rowerowej, w którym wzięli udział rowerzyści z całej Europy, przez Rozkochów prowadziła trasa „Szlakiem Pielgrzyma”.

## Bezpieczeństwo

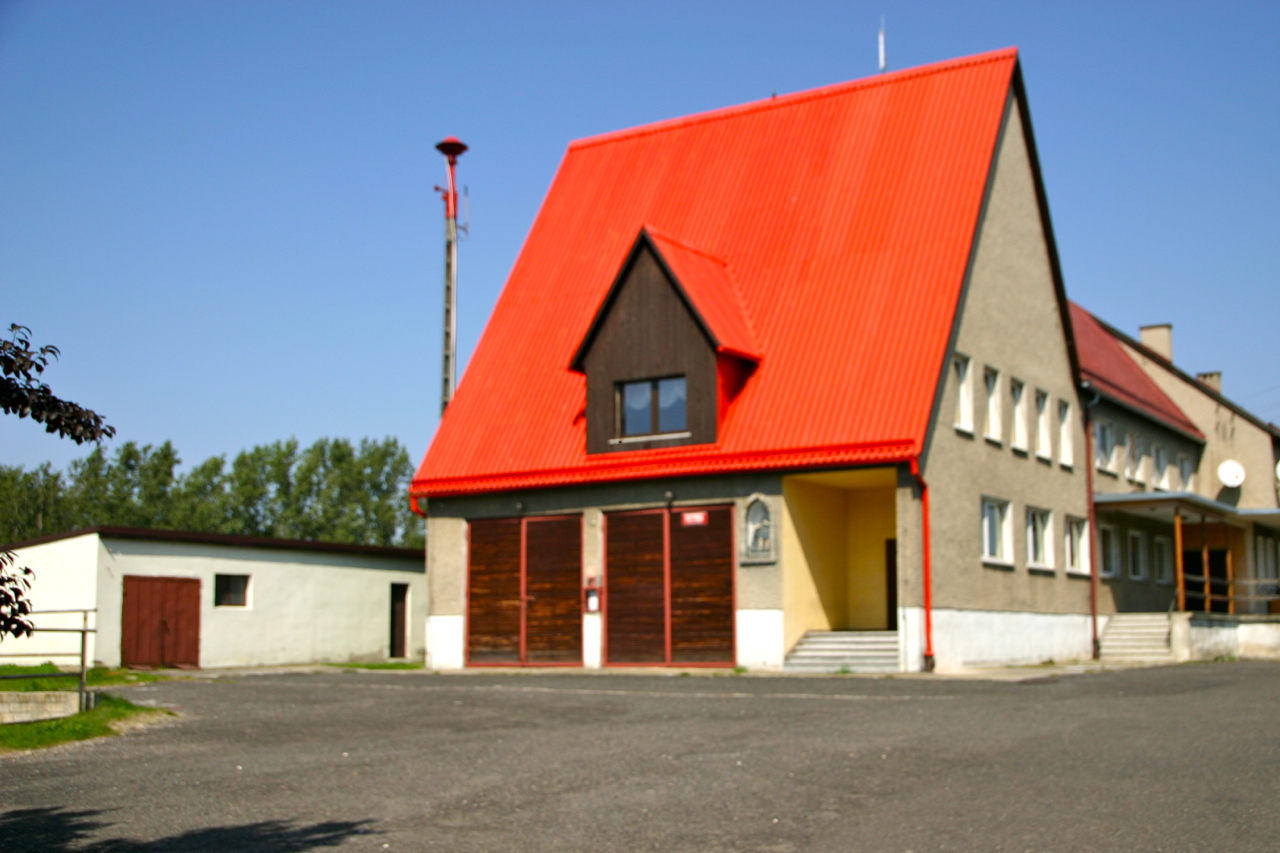
Remiza OSP Rozkochów

W zakresie ochrony przeciwpożarowej oraz innych miejscowych zagrożeń w Rozkochowie działa jednostka Ochotniczej Straży Pożarnej. Jednostka OSP została założona w 1932. Do 1998 bezpieczeństwo pożarowe w Rozkochowie było nadzorowane przez Komendę Rejonową PSP w Prudniku.
Miejscowość jest pod opieką dzielnicowego rejonu służbowego nr 7 Komendy Powiatowej Policji w Krapkowicach.
Teren wsi, jak i całej gminy Walce, położony jest w strefie nadgranicznej w związku z czym Straż Graniczna dysponuje, na tym obszarze, specjalnymi kompetencjami w zakresie bezpieczeństwa. Gminę Walce obejmuje zasięgiem służbowym placówka Straży Granicznej w Opolu ze Śląskiego Oddziału SG.

## Ludzie związani z Rozkochowem
- Johann Kroll (1918–2000) – działacz mniejszości niemieckiej w Polsce, urodzony w Rozkochowie[54]
- Stanisław Szozda (1950–2013) – kolarz szosowy, wicemistrz olimpijski, zamieszkały w Rozkochowie